# خوزه ماریا کیس
خوزه ماریا کیس (انگلیسی: José María Cases؛ زادهٔ ۲۳ نوامبر ۱۹۸۶) بازیکن فوتبال اهل اسپانیا است.
از باشگاه‌هایی که در آن بازی کرده‌است می‌توان به باشگاه فوتبال میراندس، باشگاه فوتبال اوپن، باشگاه فوتبال ایبار، باشگاه فوتبال کادیس، باشگاه فوتبال گرانادا، و باشگاه فوتبال ویارئال اشاره کرد.
وی همچنین در تیم ملی فوتبال زیر ۱۷ سال اسپانیا بازی کرده‌است.